# Records du monde de natation mixte
Cet article présente les records du monde de natation mixte actuellement en vigueur.
Le symbole * signifie que le record n'est pas encore ratifié par la FINA. (f) signifie « finale », (d) signifie « demi-finale » et (fr) signifie « finale de relai ».
La FINA ne reconnait que les record en bassin de 50 mètres

## Table des records
| Discipline                             | Temps         | Athlète                                                                                      | Nationalité | Naissance           | Âge         | Compétition               | Lieu      | Date             | Réf.  |
| -------------------------------------- | ------------- | -------------------------------------------------------------------------------------------- | ----------- | ------------------- | ----------- | ------------------------- | --------- | ---------------- | ----- |
| Relais nage libre. Bassin de 50 mètres |               |                                                                                              |             |                     |             |                           |           |                  |       |
| 4 × 100 m                              | 3 min 18 s 83 | Jack Alexy (46,91) Patrick Sammon (46,70) Kate Douglass (52,43) Torri Huske (52,44)          | États-Unis  | 2003 2001 2002      | 22 23 22    | Championnats du monde (f) | Singapour | 2 août 2025      |       |
| Relais 4 nages                         |               |                                                                                              |             |                     |             |                           |           |                  |       |
| 4 × 100 m                              | 3 min 37 s 43 | Ryan Murphy (52,08) Nic Fink (58,29) Gretchen Walsh (55,18) Torri Huske (51,88)              | États-Unis  | 1995 1993 2003 2002 | 29 31 21    | Jeux olympiques (f)       | Paris     | 3 août 2024      | [ 2 ] |
| Relais 4 nages. Bassin de 25 mètres    |               |                                                                                              |             |                     |             |                           |           |                  |       |
| 4 × 100 m                              | 3 min 30 s 47 | Miron Lifintsev (48,90) Kirill Prigoda (54,86) Arina Surkova (55,63) Daria Klepikova (51,08) | Russie      | 2006 1995 1998 2005 | 18 28 26 19 | Championnats du monde (f) | Budapest  | 14 décembre 2024 |       |